# Sola scriptura
Sola Scriptura, segundo a interpretação surgida na Reforma Protestante, é o princípio segundo o qual a Bíblia tem absoluta primazia, sendo ela a única regra infalível de fé e prática que todo cristão deve seguir. 
O Sola Scriptura é considerado um dos cinco pontos fundamentais do pensamento Protestante. Os Cinco Solas, propostos no início do século XX pelos teólogos neo-ortodoxos Theorodore Engelder e Emil Brunner para sintetizar os ideais da Reforma, inclui este princípio.
Pela doutrina do Sola Scriptura, a Bíblia é a autoritativa Palavra de Deus inspirada pelo Espírito Santo, e ela, portanto, se constituí como o "juiz supremo" sobre todo pensamento, palavra, ato e forma de vida humana. As Sagradas Escrituras, a Bíblia, em seus 66 livros, de acordo com o cânon protestante, dividida em Antigo e Novo Testamentos, é santa, inspirada, inerrante, verdadeira, apta para o ensino, correção e educação na justiça.
Nos movimentos considerados historicamente como radicais (anabatistas), e outros surgidos durante o  século XIX, esse principio foi re-significado como nuda scriptura, passando a ser entendido ao pé da letra, adotando-se a ideia de que a A Escritura interpreta a própria Escritura, bem como a que a mesma era suficiente como única fonte de doutrina e prática cristãs em todos os aspectos.
Devido a essa re-significação, passou-se a chamar o entendimento protestante anterior pelo novo nome Prima Scriptura. Isto é, Prima Scriptura e Sola Scriptura são sinônimos.

## Histórico
A Sola Scriptura é um princípio doutrinal fundamental da Teologia Protestante e é um dos cinco ensinamentos sobre os quais o protestantismo foi edificado. Este princípio sustenta que as Sagradas Escrituras possuem primazia sobre a Tradição e o Magistério da Igreja quando parece que há alguma "contradição" entre os princípios doutrinários contidos neles, o que necessariamente contraria os ensinamentos da Igreja Ortodoxa, das Igrejas Orientais, da Igreja Copta, da Igreja Católica e do Anglo-Catolicismo, as quais pregam que a interpretação correta das Sagradas Escrituras dá-se por meio da Tradição Apostólica.
Sobre isso, Martinho Lutero, fundador do protestantismo, era enfático:
| “ | Um simples leigo armado com as Escrituras é maior que o mais poderoso papa sem elas. | ” |
|   | — Disputa teológica com João Maier, em 14 de julho de 1519.                          |   |

A intenção dos reformadores era a de corrigir aquilo que julgavam como erros no catolicismo romano por meio da unicidade da autoridade da Bíblia, de modo a tentar abolir tudo aquilo que não continha fundamentação e base nas Escrituras legado pela Tradição oral, pelo Magistério da Igreja através da Santa Sé e pelos concílios ecumênicos da Igreja Católica. Para isso, os pensadores do Protestantismo se baseavam na afirmação paulina de que:
| “ | Toda a Escritura é divinamente inspirada, e proveitosa para ensinar, para redarguir, para corrigir, para instruir em justiça. (Original grego (Receptus): πασα γραφη θεοπνευστος και ωφελιμος προς διδασκαλιαν προς ελεγχον προς επανορθωσιν προς παιδειαν την εν δικαιοσυνη) | ” |
|   | — Segunda Epístola a Timóteo, capítulo III, versículo 16. |   |

Nos movimentos de inspiração protestante considerados historicamente como fundamentalistas, como os anabatistas e puritanos, e outros surgidos durante o século XIX, esse princípio foi severamente condensado como Nuda Scriptura, de modo que a Bíblia deveria ser entendida ao pé da letra, adotando-se a ideia de que a A Escritura interpreta a própria Escritura, e, como tal, seria suficiente como única fonte de doutrina e prática cristãs em todos aspectos. O dogma da Sola Scriptura não descarta por completo aspectos relevantes da Tradição Apostólica; no entanto, quando há divergências entre esta e a Escritura, a última deve ter a primazia. A base dessa doutrina é de que as escrituras são perfeitas e que ninguém pode pôr outro fundamento além do que está proposto, o qual é Jesus Cristo, A Palavra (Verbo) de Deus, e que qualquer que pregar outro evangelho, mesmo se for um anjo, seja anátema (maldito).
O desenvolvimento da Escolástica Protestante e dos avivamentos evangélicos aprimoraram o conceito de autoridade bíblica na forma de "Prima Scriptura". Por esse princípio, as Escrituras tem autoridade inicial e final em matéria de fé e doutrina, sem desprezar outras fontes do conhecimento religioso. Essa relação de fontes de fé é resumido pelo quadrilátero wesleyano 
- Escrituras.
- Razão.
- Tradição.
- Experiência religiosa.

Em 1917, nas celebrações dos 400 anos da Reforma protestante, organizadores de eventos na Holanda passaram a usar o slogan "Sola Scriptura" (que não fora utilizada pelos reformadores). A partir disso, teólogos como Theorodore Engelder e Emil Brunner passaram a resumir os ideais da Reforma em Cinco Solas.

## Críticas Católicas àSola Scriptura
A Igreja Católica, que fundamenta sua doutrina sobre o tripé (1) Tradição Apostólica, (2) Bíblia e (3) Magistério, contesta de maneira sistemática este ensinamento protestante desde o Concílio de Trento. Os padres conciliares, contrários às inovações de Lutero, mantiveram-se firmes contra a interpretação particular das Sagradas Escrituras, como comprova o seguinte parágrafo do documento conciliar final.
| “ | Ademais, para refrear as mentalidades petulantes, decreta que ninguém, fundado na perspicácia própria, em coisas de fé e costumes necessárias à estrutura da doutrina cristã, torcendo a seu talante a Sagrada Escritura, ouse interpretar a mesma Sagrada Escritura contra aquele sentido, que [sempre] manteve e mantém a Santa Madre Igreja, a quem compete julgar sobre o verdadeiro sentido e interpretação das Sagradas Escrituras, ou também [ouse interpretá-la] contra o unânime consenso dos Padres, ainda que as interpretações em tempo algum venham a ser publicadas. | ” |
|   | — XIX Concílio Ecumênico, parágrafo 786. |   |

Além disso, alega a Igreja Católica que a doutrina do Somente a Escritura paradoxalmente não consta nas Escrituras, sendo invenção de um homem, e que os protestantes estariam a crer não na Bíblia, mas na criação do homem, contrariando a própria Bíblia:
| “ | Assim diz o Senhor: Maldito é o homem que confia nos homens, que faz da humanidade mortal a sua força, mas cujo coração se afasta do Senhor. | ” |
|   | — Jeremias, capítulo XVII, versículo 5. |   |

Existem ainda inúmeras contradições da Sola Scriptura do ponto de vista católico: nas Escrituras, não consta o que é a Bíblia, sendo assim, para se tentar compreender o que é a Bíblia, é necessário sair das Escrituras, descumprindo assim a Sola Scriptura. Outro ponto de contradição, segundo a visão católica, é que nem tudo foi escrito:
| “ | Apesar de ter mais coisas que vos escrever, não o quis fazer com papel e tinta, mas espero estar entre vós e conversar de viva voz, para que a vossa alegria seja perfeita. | ” |
|   | — 2 João, capítulo I, versículo 12. |   |

Os apologistas protestantes rebatem tais criticas usando os textos bíblicos como 
Existem preceitos neotestamentários, formulados por São Paulo, que ordenam aos cristãos a obediência à Tradição Apostólica, como no versículos que seguem:
| “ | Por isso, irmãos, fiquem firmes e mantenham as tradições que lhes ensinamos de viva voz ou por meio da nossa carta. | ” |
|   | — Segunda Epístola aos Tessalonicenses, capítulo II, versículo 15.                                                  |   |

| “ | Intimamo-vos, irmãos, em nome de nosso Senhor Jesus Cristo, que eviteis a convivência de todo irmão que leve vida ociosa e contrária à tradição que de nós tendes recebido. | ” |
|   | — Segunda Epístola aos Tessalonicenses, capítulo III, versículo 6. |   |

Os opositores da Sola Scriptura defendem ainda que tal doutrina não poderia, pela lógica, receber crédito, uma vez que todos os cristãos dos primeiros três séculos do cristianismo morreram sem conhecer uma Bíblia, cujo cânone só foi concluído em 397, pelo Concílio de Cartago. Eles alegam que, se fosse realmente a intenção de Cristo que seus seguidores obedecessem somente às Escrituras em detrimento da Tradição e do Magistério, Ele o teria dito, ou lhes deixaria uma Bíblia. Desta Forma, as Escrituras Sagradas seriam um produto da Igreja e não o contrário
Note-se, a propósito, que Abraão, o Patriarca e Pai da Fé, não conhecia qualquer escrito bíblico ou de origem divina. Mas, sua experiência e intimidade diretas com Deus, o Pai, eram de tal forma Deus declarou "Abraão, o Meu amigo" (Gênesis 18: 17; Isaías 41: 8).
Porém, o argumento católico de que a Sola Scriptura não está na Bíblia é rebatido pelos protestantes analisando o texto de II Timóteo 3:16-17: “Toda a Escritura é inspirada por Deus e útil para o ensino, para a repreensão, para a correção, para a educação na justiça, a fim de que o homem de Deus seja perfeito e perfeitamente habilitado para toda boa obra”. Ou seja, a Bíblia se apresenta suficientemente para ensino das verdades de Deus não necessitando de outras fontes de doutrina e revelação.
Outro ponto levantado pela defesa protestante é o que não seria possível rastrear de fato as origens das tradições orais. Não dá pra saber se tal tradição veio dos apóstolos ou não. A isso é citado por exemplo o dogma mariano da Assunção de Maria aonde ela supostamente foi assunta aos céus, porém tal evento além de não ter nenhuma passagem na Bíblia também não é citado por nenhum documento cristão ou pelos Pais da Igreja, logo como possível saber que tal dogma veio dos apóstolos ou não? Os protestantes também citam outros dogmas católicos, como a Infalibilidade Papal que não é citada na Bíblia, documentos dos Pais da Igreja ou concílios dos primeiros séculos proclamando a infalibilidade do Papa em questões de fé e moral. Um outro apontamento feito pelo protestantismo é que nada do que é dito oralmente se preserva, a não ser que seja convertido em forma escrita, logo a única fonte segura de preservação da tradição apostólica é a Sagrada Escritura.

## Sobre o termo
Para os reformadores, somente a Escritura Sagrada tem a palavra final em matéria de fé e prática. É o que ficou consubstanciado nas Confissões de Fé de origem reformada. A Confissão de Fé de Westminster afirma: Sob o nome de Escritura Sagrada, ou Palavra de Deus escrita, incluem-se agora todos os livros do Antigo e do Novo Testamento, ... todos dados por inspiração de Deus para serem a regra de fé e de prática... A autoridade da Escritura Sagrada, razão pela qual deve ser crida e obedecida, não depende do testemunho de qualquer homem ou igreja, mas depende somente de Deus (a mesma verdade) que é o seu autor; tem, portanto, de ser recebida, porque é a palavra de Deus... O Antigo Testamento em Hebraico... e o Novo Testamento em Grego..., sendo inspirados imediatamente por Deus e pelo seu singular cuidado e providência conservados puros em todos os séculos, são por isso autênticos e assim em todas as controvérsias religiosas a Igreja deve apelar para eles como para um supremo tribunal... O Juiz Supremo, pelo qual todas as controvérsias religiosas têm de ser determinadas e por quem serão examinados todos os decretos de concílios, todas as opiniões dos antigos escritores, todas as doutrinas de homens e opiniões particulares, o Juiz Supremo em cuja sentença nos devemos firmar não pode ser outro senão o Espírito Santo falando na Escritura. (I, 2,4,8,10).
A Igreja Católica Romana também aceita as Escrituras como Palavra de Deus, mas não só as Escrituras. Ela acredita que além da Bíblia a Tradição e as decisões da Igreja através dos seus concílios e do papa, quando fala oficialmente (ex cathedra) em matéria de fé e de moral, são igualmente a palavra de Deus. É o que se chama de Magistério da Igreja. Sobre a autoridade da Igreja e do Papa, assim diz um autor católico: "Cristo deu à Igreja a tarefa de proclamar sua Boa-Nova (Mateus 28:19–20). Prometeu-nos também seu Espírito, que nos guia "para a verdade" (João 16:13). Este mandato e esta promessa garantem que nós, a Igreja, jamais apostataremos do ensinamento de Cristo. Esta incapacidade da Igreja em seu conjunto de extraviar-se no erro com relação aos temas básicos da doutrina de Cristo chama-se infalibilidade... A infalibilidade sacramental da Igreja é preservada pelo seu principal instrumento de infalibilidade, o papa. A infalibilidade que toda a Igreja possui, pertence ao Papa dum modo especial. O Espírito de verdade garante que quando o Papa declara que ele está ensinando infalivelmente como representante de Cristo e cabeça visível da Igreja sobre assuntos fundamentais de fé ou de moral, ele não pode induzir a Igreja a erro. Esse dom do Espírito se chama infalibilidade papal. Falando da infalibilidade da igreja, do papa e dos bispos, o Concílio Vaticano II diz: "Esta infalibilidade, da qual quis o Divino Redentor estivesse sua Igreja dotada... é a infalibilidade de que goza o Romano Pontífice, o Chefe do Colégio dos Bispos, em virtude de seu cargo... A infalibilidade prometida à Igreja reside também no Corpo Episcopal, quando, como o Sucessor de Pedro, exerce o supremo magistério" (Lúmen Gentium, nº 25).
No âmbito protestante, entende-se que a unção fica em cada um cristão, e lhes ensina, não havendo a necessidade de que alguém os ensine, e que todos pecaram, e não há um justo, um só, que faça o bem e não peque. Além disso, no dia de Pentecostes, o apóstolo Pedro (reconhecido pela Igreja Católica como sendo o primeiro papa) reconhece como cumprida a profecia do profeta Joel, de que o Espírito de Deus seria derramado sobre toda carne, e mais tarde critica a tradição e diz que Deus não faz acepção de pessoas. Desta forma, segundo a visão protestante,  a infalibilidade papal contradiz o próprio apóstolo Pedro, considerado o primeiro papa, e portanto, infalível ex cathedra. Diz-se também que a Palavra de Deus permanece para sempre, é viva, e foi evangelizada entre nós, o que segundo o enfoque protestante confirmaria o princípio Sola Scriptura.
Dentre as críticas à infalibilidade papal, consta os principais motivos da Reforma Protestante, como por exemplo a venda de indulgências, ou seja, os papas também cometeram erros ao longo da história. Quando se aceita a interpretação de apenas um homem como verdadeira sem analisar as fontes que o influenciaram, permite-se que esse homem o faça conforme seus próprios interesses, podendo levar ao erro uma multidão de pessoas ou uma igreja inteira.